# When You Dance I Can Really Love
«When You Dance I Can Really Love» es una canción del músico canadiense Neil Young, publicada en el álbum de estudio After the Gold Rush. El tema fue publicado también como segundo sencillo promocional del álbum, con el tema «Sugar Mountain» como cara B. El sencillo alcanzó el puesto 93 en la lista estadounidense Billboard Hot 100. 
La web oficial de Young acredita el título como «When You Dance I Can Really Love». Sin embargo, la publicación en CD tiene como título «When You Dance You Can Really Love» de forma incorrecta. El título correcto aparece en otros discos como Live Rust, así como en las letras manuscritas de Young, incluidas en algunas copias del álbum.